# Simulium penobscotensis
Simulium penobscotensis is een muggensoort uit de familie van de kriebelmuggen (Simuliidae). De wetenschappelijke naam van de soort is voor het eerst geldig gepubliceerd in 1978 door Snoddy and Bauer.